# Stammhaus Krupp

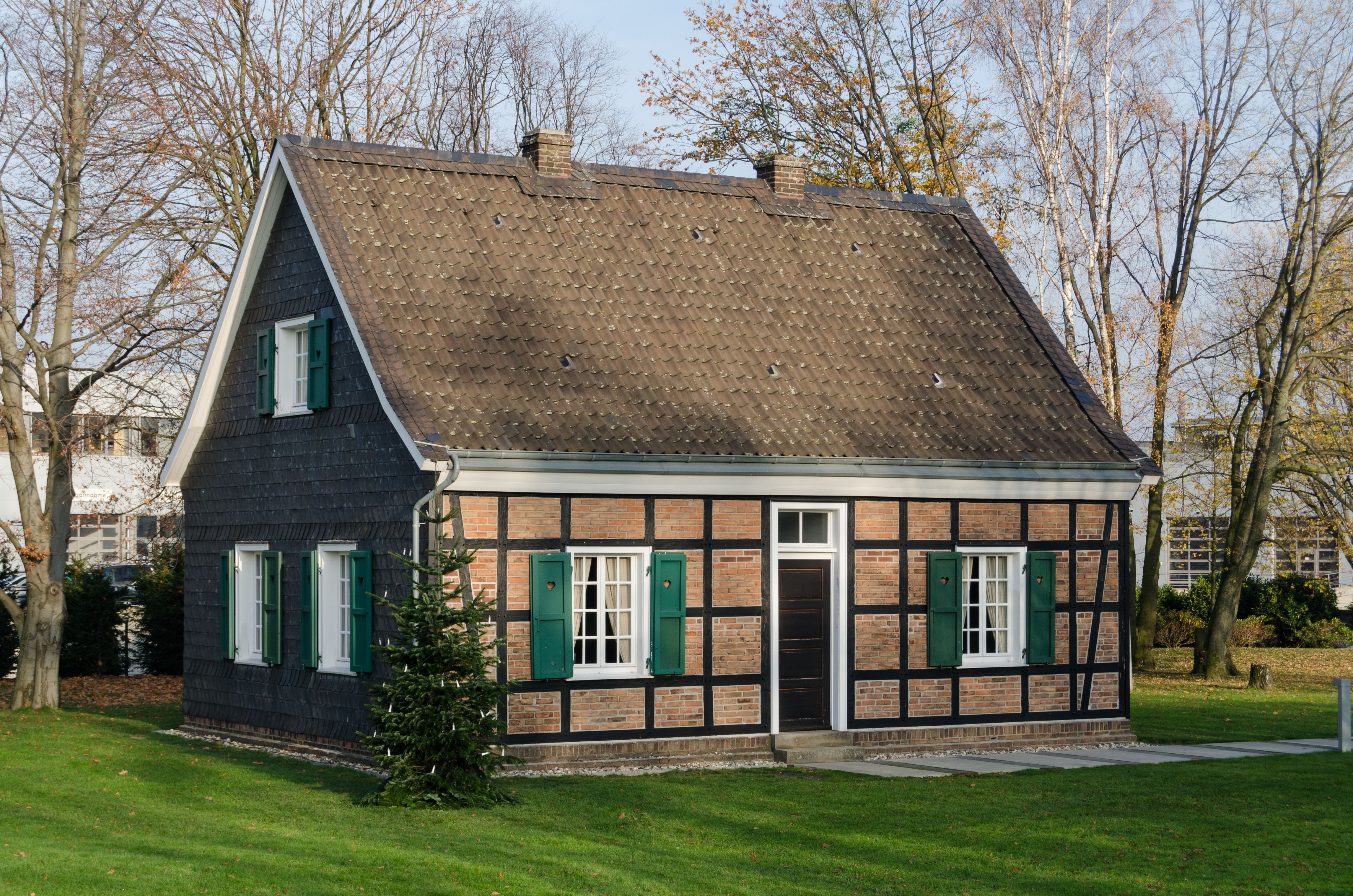
Stammhaus Krupp (2014)

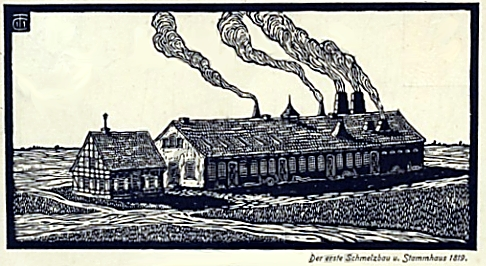
Stammhaus Krupp 1819 mit Schmelzhütte

Das Stammhaus Krupp war zunächst ein als Aufseherhaus in den Jahren 1818/1819 errichteter, geschieferter Fachwerkbau, und später Wohnsitz der Essener Industriellenfamilie Krupp. Nach Kriegszerstörung wurde es 1961 originalgetreu rekonstruiert.

## Vom Aufseher- zum Wohnhaus
Friedrich Krupp (* 1787, † 1826) ließ dieses kleine Gebäude als Aufseherhaus in der Nähe seiner 1811 gegründeten Schmelzhütte erbauen, nachdem diese von der Walkmühle in Altenessen auf das Familiengrundstück an der damaligen Mühlheimer Chaussee vor dem Limbecker Tor, heute Altendorfer Straße, verlegt worden war. Zunächst gingen am 18. Oktober 1819 acht Schmelzöfen in Betrieb. Doch 1824 räumte Friedrich Krupp aus finanziellen Gründen sein Geburtshaus am Flachsmarkt. Er zog aus dieser Not heraus mit seiner Familie in dieses Aufseherhaus auf dem Fabrikgelände um. Nur zwei Jahre später musste man Friedrich Krupp, einer Familientradition folgend, von diesem Stammhaus aus zu Grabe tragen, wo er auf dem damaligen evangelischen Friedhof zwischen der Ersten und der Zweiten Weberstraße in Essen beerdigt wurde. Die damals nur sieben Leute beschäftigende Firma war mit 10.000 Talern verschuldet und ging auf seine Frau Therese über, um die Schuldenlast von den Kindern abzuwenden. Therese gründete mit ihrer Schwägerin Helene von Müller geb. Krupp die Krupp-Gussstahlfabrik. Der gemeinsame Sohn von Friedrich und Therese Krupp, Alfred, begann dann in der ersten Hälfte des 19. Jahrhunderts das Unternehmen zum damals größten Industrieunternehmen Europas auszubauen.

## Übergang auf die nächste Generation
Das Stammhaus wurde 1844 um einen größeren zweistöckigen Anbau erweitert. Dieser diente als Wohnhaus der Familie Krupp, bis  Alfred Krupp im Jahre 1848 Alleininhaber des Unternehmens wurde. Ein Jahr darauf verließ Therese, die Mutter Alfreds, das Haus. 1854 wurde im angebauten Wohnhaus des Stammhauses Friedrich Alfred Krupp (* 1854, † 1902) geboren, der einzige Sohn des ein Jahr zuvor vermählten Paares Alfred Krupp und Bertha Krupp geb. Eichhoff. Das Wohnhaus blieb neben dem Stammhaus noch einige Jahre Wohnsitz der Familie. 

## Das Ende als Wohnhaus
Das alte Stammhaus genügte den repräsentativen Ansprüchen des schnell wachsenden Unternehmens nicht mehr. Ein neues Wohnhaus auf dem Fabrikgelände mit Gartenanlage bezog die Familie dann 1861, wobei das alte Stammhaus eine neue Aufgabe als Lithographische Anstalt bekam. 1873 allerdings siedelte die Familie Krupp in die herrschaftliche Villa Hügel über. Alfred Krupp nahm sein altes Stammhaus als Vorbild für seine Wohnungsbaupläne, um Arbeiterwohnungen zu errichten. Nachdem Alfred Krupp 1887 gestorben war, wurde er noch im alten Stammhaus aufgebahrt. Auch hing sein Sohn Friedrich Alfred am alten Stammhaus der Familie und ließ sich hier ein Büro einrichten, bis auch er 1902 von hier aus zu Grabe getragen wurde.

## Nach dem Zweiten Weltkrieg

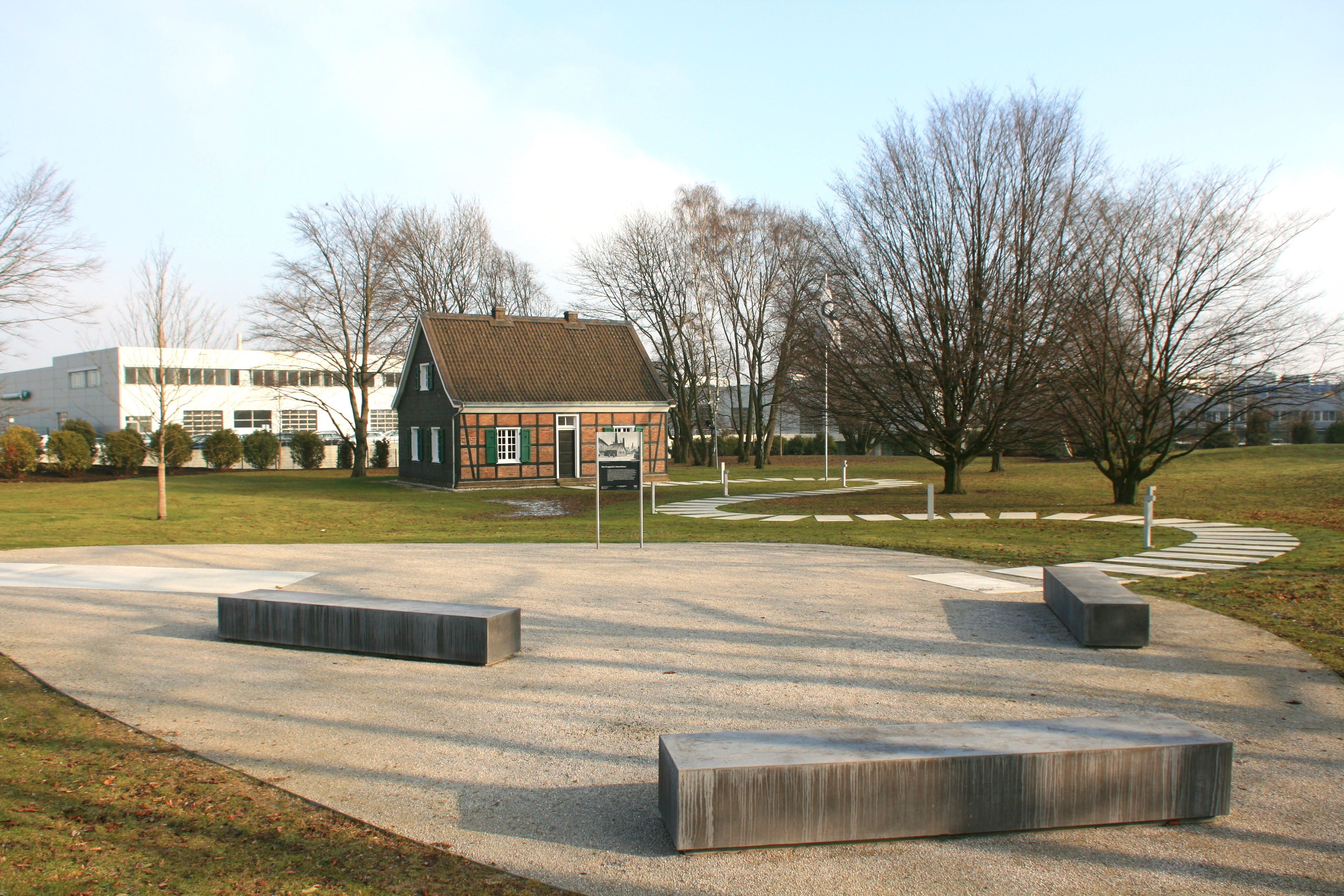
Lage des Stammhauses 2011 im Krupp-Gürtel

Im Zweiten Weltkrieg wurde das alte Stammhaus im Oktober 1944 durch Bombenangriffe völlig zerstört. 1961, anlässlich des 150-jährigen Firmenjubiläums, baute man das als Symbol für Zukunft und Vergangenheit stehende Stammhaus etwa 100 Meter vom ursprünglichen Standort nach alten Plänen wieder auf.
Direkt angrenzend auf dem Gelände nordwestlich des Stammhauses errichtete man in den sechziger Jahren die Lehrwerkstatt der Krupp Gemeinschaftsbetriebe GmbH mit acht Ausbildungshallen für Dreher, Schweißer, Schlosser und Elektriker. Dazu gehörten eine Kantine und ein Verwaltungsgebäude mit einer Filiale der Sparkasse Essen. Nach Schließung der Lehrwerkstatt mietete sich für kurze Zeit die DEKRA dort ein, bevor diese Gebäude in den 1990er Jahren komplett abgerissen wurden.
Die Stadtarchäologie Essen fand im August 2002 in der Nähe des Stammhauses schlecht erhaltene Überreste des Alten Hammerwerkes, welches 1852 hier errichtet worden war, und drei dampfbetriebene Stielhämmer nach eigenen Entwürfen von Alfred Krupp.
In den Jahren 2010 und 2011 wurde das Haus äußerlich instand gesetzt und innen renoviert. Ende 2011 wurde das Stammhaus mit Grundstück zu einem symbolischen Preis an die Alfried Krupp von Bohlen und Halbach-Stiftung zurück übertragen. Die Instandsetzung und Rekonstruktion des Inneren fand nach alten Plänen und Fotos statt. Tapeten und Vorhänge wurden nachgebildet, Stromleitungen nicht funktionstüchtig wieder auf Putz verlegt und originale Lampen aufgehängt, die mit zusätzlichen, nach heutigem Standard verlegten Leitungen funktionieren. Im Büro steht der Schreibtischstuhl, den Friedrich Alfred Krupp wirklich nutzte, der Schreibtisch ist eine Nachbildung von 1961.

## Lage
Das Stammhaus Krupp befindet sich in der Altendorfer Straße 100 auf ehemaligem Gelände der Krupp-Gussstahlfabrik, auf dem heute das ThyssenKrupp-Hauptquartier steht. 
Das Stammhaus gehört zur Route der Industriekultur.